# Szabó József-barlang
A Szabó József-barlang Magyarország megkülönböztetetten védett barlangjai között van. A Duna–Ipoly Nemzeti Parkban lévő Pilis hegységben található. Turista útikalauzokban is szerepel.

## Leírás
Budakalász külterületén, az Ezüst-hegyen, a 405 métert jelző magassági ponttól keletre, 107°-ra, erdőben, a Nagy-kőfejtőben, vagy más néven Tölgyfa-kőfejtőben nyílik. A felhagyott kőbányában jól látható a nagyméretű bejárata. A turistatérképek is jelölik helyét.
Vízszintes tengelyirányú bejárata mesterséges beavatkozással érte el mai formáját és két repedés metszéspontjánál jött létre. A Papp Ferenc-barlanghoz hasonlóan két fő részre osztható üregrendszere. A felső része hárshegyi homokkőben alakult ki, míg az alsó dachsteini mészkőben. Hévizes és hidegvizes folyamatok hatására alakult ki mai képére. Ennek bizonyítéka, hogy melegvizes képződményekre hidegvizesek települtek. Az előforduló szinlőket Szablyár Péter melegvizes képződményeknek tartotta, amit Kordos László cáfolt. A barlang nincs lezárva, de a Duna–Ipoly Nemzeti Park Igazgatóság engedélyével látogatható.
Szabó Józsefről lett elnevezve. Irodalmában a barlang előfordul Szabó József barlang (Bertalan 1976) néven is.

## Kutatástörténet
A barlang 1963-ban, homokkő bányászata során lett felfedezve. Kollár József (kőfejtő munkás) 1965-ben értesítette a barlang létezéséről a Szabó József Geológiai Technikum kutatóit, akik bejárták a barlangot. A barlangot a geológiai technikum kutatói 1965-ben lezárták egy olyan vasajtóval, amelyet a Solymári-ördöglyuktól szállítottak ide. A Turista és a Karszt- és Barlangkutatási Tájékoztató című folyóiratok 1965. évi évfolyamaiban jelentek meg a barlangról szóló első publikációk. Többféle vizsgálatot végeztek benne. A barlangot Szablyár Péter 1965-ben felmérte fel, majd a felmérés adatainak felhasználásával megrajzolta a barlang hosszmetszet térképét.
Szablyár Péter a barlangból vett minták alapján, 1966-ban végzett szemeloszlás vizsgálatot. 1966-ban fel lett mérve a barlang és a kőfejtő, amelynek adatai alapján meg lett szerkesztve a barlang alaprajz térképe és kiterített szelvény térképe. Az 1967-ben megjelent, Pilis útikalauz című könyvben részletesen le van írva az üregrendszer. Kordos László 1968-ban vizsgálta a barlangi minták szemeloszlását. Kordos László és Wehovszky Erzsébet 1969-ben vizsgálták a barlang kitöltések víztartalmát. Szablyár Péter kalcitmetrálással a kőzetek kalcium-karbonát tartalmát határozta meg. Vízelemzéseket és klimatológiai méréseket, valamint biológiai vizsgálatot is végeztek benne a Szabó József Geológiai Technikum barlangkutatói.
A Fényes Elek Barlangkutató Szakosztály 1973. évi jelentésében szó van arról, hogy a szakosztály 1973. február–márciusban, kemény munkával tárta fel a barlang kb. 60 m-es új szakaszát. Az 1974-ben megjelent, Pilis útikalauz című könyvben, a Pilis hegység és a Visegrádi-hegység barlangjainak jegyzékében (19–20. old.) meg van említve, hogy a Pilis hegység és a Visegrádi-hegység barlangjai között van a Szabó József-barlang. A Pilis hegység barlangjait leíró rész Szabó József-barlangról szóló leírása megegyezik az 1967-ben kiadott útikalauz Szabó József-barlangot bemutató leírásával. Az 1976-ban befejezett, Bertalan Károly által írt kéziratban az olvasható, hogy a Pilis hegységben, a Kevély-csoportban, Budakalászon helyezkedik el a Szabó József barlang. Az ürömi Ezüst-hegy 405 mp-tól K-re 107°-ra lévő Tölgyfa kőfejtőben (Nagy kőfejtőben), 336,24 m tszf. magasságban található a bejárata. Becementezett vasajtó van a barlangszerű bejáraton. A valószínűleg hévizes eredetű, réteghatáron keletkezett, jelentős barlang 100 m hosszú és 15–20 m mély. A barlangról szóló rész 3 forrásmunka alapján lett összeállítva.
1976-ban vált országos jelentőségű barlanggá a 4800-as (Pilis hegység) barlangkataszteri területen lévő, budakalászi Szabó József-barlang. Az 1975–1980. évi Karszt- és Barlangkutatásban publikálva lett egy térképvázlat, amelyen a Kevély-csoport vízkémiai szempontból vizsgált barlangjainak földrajzi elhelyezkedése látszik. Az ábrán megfigyelhető a Szabó József-barlang földrajzi elhelyezkedése. Az 1981. évi Karszt és Barlang 1–2. félévi számában nyilvánosságra lett hozva, hogy a Szabó József-barlangnak 4820/6. a barlangkataszteri száma. Az 1983. évi Karszt és Barlangban van egy olyan ábra, amelyen a Pilis hegység Pilis hegytől Dunáig terjedő részének hossz-szelvénye látható. A rajzon megfigyelhető a terület jelentős barlangjainak földrajzi elhelyezkedése és az, hogy a barlangok mekkora tszf. magasságban helyezkednek el. Az ábrán szerepel a 336 m tszf. magasságban elhelyezkedő Szabó József-barlang. A barlang 55 m hosszú és 10 m mély.

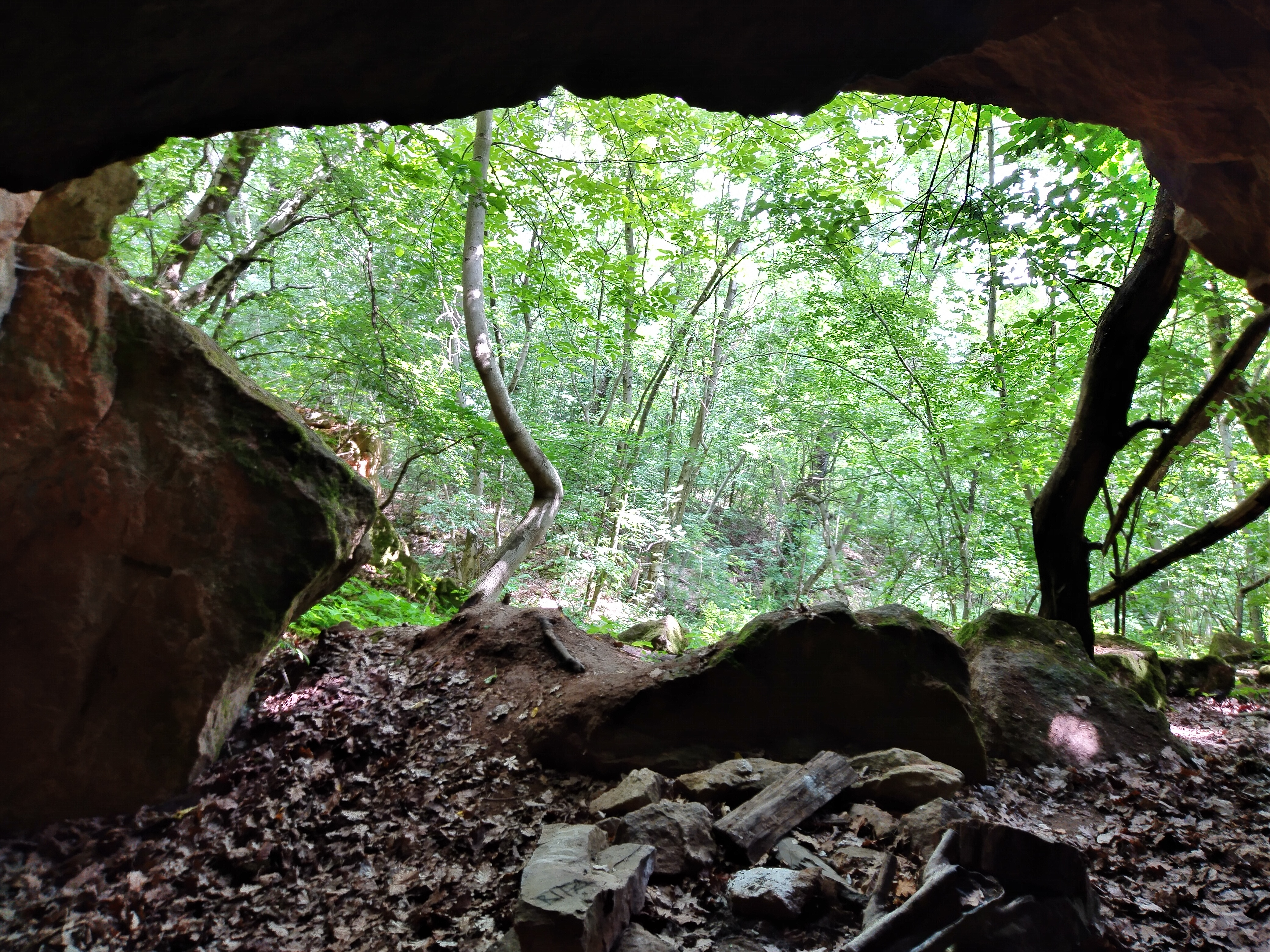
A Szabó József-barlang bejárata belülről fényképezve

Az 1984-ben megjelent, Magyarország barlangjai című könyv országos barlanglistájában szerepel a Pilis hegység barlangjai között a barlang Szabó József-barlang néven. A listához kapcsolódóan látható a Dunazug-hegység barlangjainak földrajzi elhelyezkedését bemutató 1:500 000-es méretarányú térképen a barlang földrajzi elhelyezkedése. A könyvben az olvasható, ha nem lehet lemenni a Papp Ferenc-barlangba, a közelben még két nagyobb, hasonló földtani jellegzetességű üreg is megtekinthető, a Szabó József-barlang és az Ezüst-nyeregben zsombolyszerűen nyíló, gömbfülkés Arany-lyuk. Az 1986. évi Karszt és Barlangban megjelent bibliográfia regionális bibliográfia részében szerepel a barlang Szabó József-barlang néven. Az összeállítás szerint a Karszt és Barlangban publikált írások közül 2 foglalkozik a barlanggal.
A Kárpát József által írt, 1991-ben készült kéziratban meg van említve, hogy a Szabó József-barlang (Budakalász) 100 m hosszú és 20 m mély. A Pilis hegység 9. leghosszabb barlangja. A barlang (legújabb) alaprajz térképe és 7 keresztszelvény térképe a barlang 1997. december 9–10-i felmérésének adatai alapján lett szerkesztve. A barlangot a MÁFI Barlangkutató Csoport 7 tagja, Babay R., Chorendzsák Gy., Kovács Á., Kovács R., Mák G., Nagy S. és Sásdi László mérték fel. A barlangot 1:100 méretarányban bemutató térképeket Sásdi László szerkesztette és rajzolta. Az 1965-ben történt barlangbejárás óta nem történt jelentős továbbjutás az üregben. A Bekey Imre Gábor Barlangkutató Csoport, az akna utáni második teremben, 1997. november 1-jén megfigyelt három kis patkósdenevért. 1998. május 14-től a környezetvédelmi és területfejlesztési miniszter 13/1998. (V. 6.) KTM rendelete szerint a Duna–Ipoly Nemzeti Park Igazgatóság illetékességi területén, a Pilis hegységben található Szabó József-barlang az igazgatóság engedélyével látogatható.

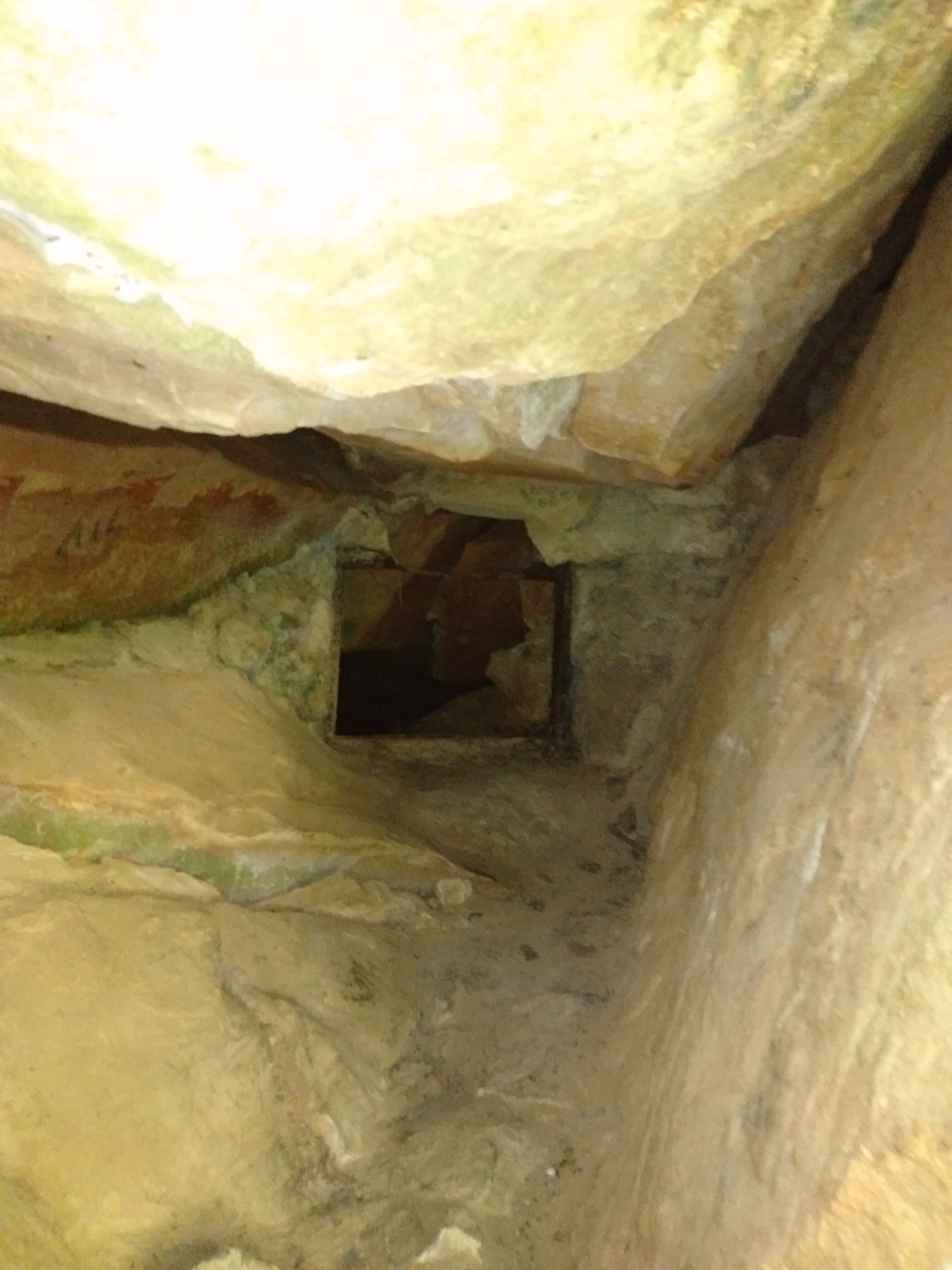
A Szabó József-barlang eleje

A 2000. évi Karsztfejlődésben meg van említve, hogy a barlang freatikus barlangüregeit a felettük fekvő homokkő hasadékain keresztül leszivárgó víz napjainkban is tovább alakítja, ugyanitt borsókőképződés is történik. A barlang 300 m tszf. magasságban elhelyezkedő oldásos szinlője egyelőre csak mint morfológiai érdekesség számottevő. A tanulmányban van egy ábra, amelyen látható a Pilis hegységben található néhány barlang és édesvízi mészkő előfordulás földrajzi elhelyezkedése. Az ábrán megfigyelhető, hogy a Szabó József-barlang (a rajzon Szabó József a neve) mekkora függőleges kiterjedésű és mekkora tszf. magasságban helyezkedik el. A 2001. november 12-én készült, Magyarország nemkarsztos barlangjainak irodalomjegyzéke című kézirat barlangnévmutatójában szerepel a Szabó József-barlang. A barlangnévmutatóban fel van sorolva 24 irodalmi mű, amelyek foglalkoznak a barlanggal. A 478. és az 537. tételek nem említik, a 476. és az 534. tételek említik.
A 2005. évi Karsztfejlődésben említve van a magyarországi felszakadásos homokkőbarlangok között és egy Magyarország térképen jelölve van helye. Eszterhás István szerint jól látható a felharapódzás a barlangban. 2005. szeptember 1-től a környezetvédelmi és vízügyi miniszter 22/2005. (VIII. 31.) KvVM rendelete szerint a Duna–Ipoly Nemzeti Park Igazgatóság működési területén, a Pilis hegységben található Szabó József-barlang a felügyelőség engedélyével látogatható. A Duna–Ipoly Nemzeti Park Igazgatóság működési területén, a Pilis hegységben elhelyezkedő és 4820/6 kataszteri számú Szabó József-barlang, 2006. február 28-tól, a környezetvédelmi és vízügyi miniszter 8/2006. KvVM utasítása szerint, megkülönböztetett védelmet igénylő barlang.
2007. március 8-tól a környezetvédelmi és vízügyi miniszter 3/2007. (I. 22.) KvVM rendelete szerint a Duna–Ipoly Nemzeti Park Igazgatóság működési területén lévő Pilis hegységben elhelyezkedő Szabó József-barlang az igazgatóság engedélyével tekinthető meg. A Duna–Ipoly Nemzeti Park Igazgatóság működési területén lévő és 4820-6 kataszteri számú Szabó József-barlang, 2012. február 25-től, a vidékfejlesztési miniszter 4/2012. (II. 24.) VM utasítása szerint, megkülönböztetetten védett barlang. 2013. július 19-től a vidékfejlesztési miniszter 58/2013. (VII. 11.) VM rendelete szerint a Szabó József-barlang (Pilis hegység, Duna–Ipoly Nemzeti Park Igazgatóság működési területe) az igazgatóság hozzájárulásával látogatható. 2021. május 10-től az agrárminiszter 17/2021. (IV. 9.) AM rendelete szerint a Szabó József-barlang (Pilis hegység, Duna–Ipoly Nemzeti Park Igazgatóság működési területe) az igazgatóság engedélyével látogatható. A 13/1998. (V. 6.) KTM rendelet egyidejűleg hatályát veszti.

## További irodalom
- Claude Chabert – Paul Courbon: Atlas des cavités non calcaires du monde. (A világ nemkarsztos barlangjainak atlasza.) Franciaország, 1997.
- Kordos László: Barlangtani vizsgálatok a Kevély csoport barlangjaiban. Studium, 1972. (3.) Debrecen. 95–108. old.
- Szablyár Péter: Az ezüsthegyi Szabó József-barlang. Kézirat. Képesítő szakdolgozat a Szabó József Geológiai Technikum számára.
- Szenthe István: Karsztjelenségek és képződményeik fejlődéstörténete a Nagy-Kevély környékén. Egyetemi szakdolgozat. Kézirat. Budapest, 1969.